# Папаруда

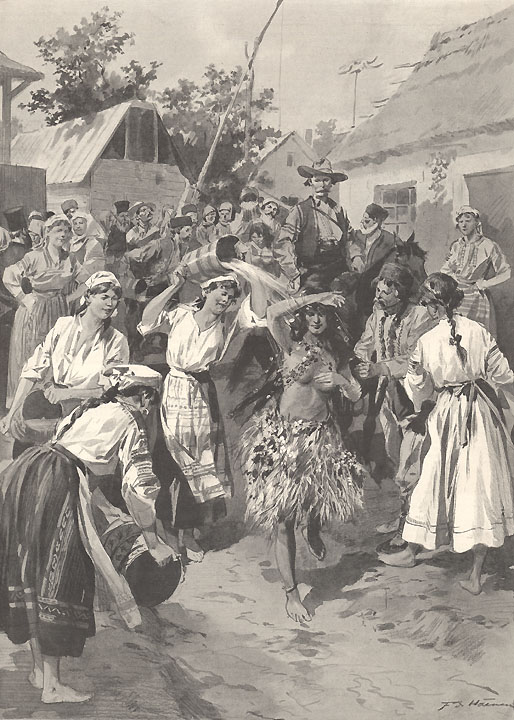
Папаруда в Румынии. Иллюстрация Фредерика де Ханена, ок. 1913 год

Папаруда, Додола (рум. paparudă, гаг. пипируда, болг. пеперуда, хорв. prporuse, barbarusa, серб. додола) — обряд вызывания дождя языческого происхождения у румын, гагаузов и южных славян, исполняемый весной и во время сильной засухи, а также центральный персонаж или участник этого обряда.
Во время обряда девушка в юбке, сплетённой из виноградной лозы и тонких веток, танцует на деревенских улицах, останавливаясь у каждого дома, а хозяева льют на неё воду.

## У гагаузов
Пипируда — совершался 1/14 мая с целью предупредить засуху. Обычай был широко распространен во всех гагаузских сёлах. Участники обряда были девочки, не достигшие десятилетнего возраста. Главной исполнительницей выбирали девочку-сироту, которую звали «невестой». «Невесту» украшали зеленью: из листьев «шили» юбку, на голову надевали венок из листьев, в руках она держала два огромных
листа. Дети обходили дома нескольких улиц, во дворе каждого дома пели обрядовые песни, под которые «невеста», исполняла
обрядовый танец. Хозяйка дома обливала всех участниц обряда водой и одаривала их. Обрядовые песни Пипируда исполнялись на гагаузском и болгарском языках.